# 枇杷叶润楠
枇杷叶润楠（学名：Machilus bonii）为樟科润楠属下的一个种。

## 扩展阅读
- 維基物種上的相關：枇杷叶润楠